# Cantó de Ròchamaura

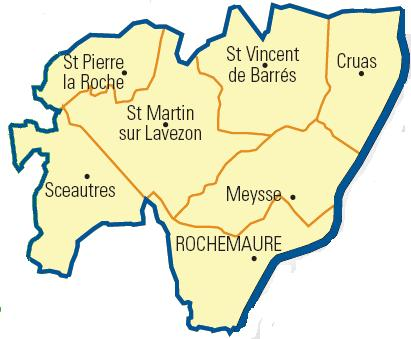
Comunes del cantó

El cantó de Ròchamaura és un cantó francès del departament de l'Ardecha, situat al districte de Privàs. Té 7 municipis i el cap és Ròchamaura.

## Municipis
- Cruàs
- Mèissa
- Ròchamaura
- Saint-Martin-sur-Lavezon
- Saint-Pierre-la-Roche
- Saint-Vincent-de-Barrès
- Sceautres

## Història
| Data d'elecció                           | Identitat     | Partit        | Qualitat |
| ---------------------------------------- | ------------- | ------------- | -------- |
| 1951-1994                                | Henri Chaze   | PCF           |          |
| 1994-2001                                | Jacques Nodin | Divers droite |          |
| 2001-                                    | Robert Cotta  | PCF           |          |
| les dades anteriors no són pas conegudes |               |               |          |
|                                          |               |               |          |

| 1962  | 1968  | 1975  | 1982  | 1990  | 1999  | 2007  |
| ----- | ----- | ----- | ----- | ----- | ----- | ----- |
| 4.045 | 4.466 | 4.011 | 5.665 | 5.948 | 6.518 | 7.351 |